# Gare de la Glacière-Gentilly
La gare de la Glacière-Gentilly est une gare aux marchandises disparue de la ligne de Petite Ceinture située dans l'actuel 13e arrondissement de Paris.

## Caractéristiques
La gare se situait dans le 13e arrondissement de Paris, dans l'espace délimité par la rue des Longues-Raies, le boulevard Kellermann, la rue Brillat-Savarin, la place de Rungis et la rue de Rungis.

## Historique
La gare est ouverte le 15 novembre 1882 afin de desservir les arrondissements du sud de Paris. Elle est active jusqu’en 1993, fin du trafic régulier de marchandises sur la Petite Ceinture. Sa portion occidentale est démolie au début des années 1990.
La gare accueille de 1994 à 1998 la base d'essais de la petite ceinture, louée à la RATP par la SNCF et construite pour les essais du SAET devant être utilisé sur ligne 14 du métro de Paris. Elle est détruite à la fin de la campagne de tests, le site étant remis en l'état.
La partie orientale est détruite en 2005 dans le cadre de la ZAC Gare de Rungis et complètement réaménagée. Cependant, la continuité de la Petite Ceinture est maintenue avec couverture partielle des voies et création d'un passage à niveau permettant un franchissement piéton par la rue Madeleine-Brès et la rue Augustin-Mouchot.

## Filmographie
Une scène du film américain Le Train, réalisé par John Frankenheimer et Bernard Farrel et sorti en 1964, a été tournée dans cette gare.